# CD207
CD207 (англ. CD207 molecule) – білок, який кодується однойменним геном, розташованим у людей на короткому плечі 2-ї хромосоми.  Довжина поліпептидного ланцюга білка становить 328 амінокислот, а молекулярна маса — 36 725.
| 10         |  | 20         |  | 30         |  | 40         |  | 50         |
| ---------- |  | ---------- |  | ---------- |  | ---------- |  | ---------- |
| MTVEKEAPDA |  | HFTVDKQNIS |  | LWPREPPPKS |  | GPSLVPGKTP |  | TVRAALICLT |
| LVLVASVLLQ |  | AVLYPRFMGT |  | ISDVKTNVQL |  | LKGRVDNIST |  | LDSEIKKNSD |
| GMEAAGVQIQ |  | MVNESLGYVR |  | SQFLKLKTSV |  | EKANAQIQIL |  | TRSWEEVSTL |
| NAQIPELKSD |  | LEKASALNTK |  | IRALQGSLEN |  | MSKLLKRQND |  | ILQVVSQGWK |
| YFKGNFYYFS |  | LIPKTWYSAE |  | QFCVSRNSHL |  | TSVTSESEQE |  | FLYKTAGGLI |
| YWIGLTKAGM |  | EGDWSWVDDT |  | PFNKVQSVRF |  | WIPGEPNNAG |  | NNEHCGNIKA |
| PSLQAWNDAP |  | CDKTFLFICK |  | RPYVPSEP   |  |            |  |            |

A: Аланін

C: Цистеїн

D: Аспарагінова кислота

E: Глутамінова кислота

F: Фенілаланін

G: Гліцин

H: Гістидин

I: Ізолейцин

K: Лізин

L: Лейцин

M: Метіонін

N: Аспарагін

P: Пролін

Q: Глутамін

R: Аргінін

S: Серин

T: Треонін

V: Валін

W: Триптофан

Задіяний у такому біологічному процесі як поліморфізм. 
Білок має сайт для зв'язування з лектинами. 
Локалізований у мембрані.